# Glyptomorpha transvaalensis
Glyptomorpha transvaalensis är en stekelart som först beskrevs av Cameron 1911.  Glyptomorpha transvaalensis ingår i släktet Glyptomorpha och familjen bracksteklar. Inga underarter finns listade i Catalogue of Life.